# Qatars Grand Prix 2023
Qatars Grand Prix 2023 (officielt navn: Formula 1 Qatar Airways Qatar Grand Prix 2023) var et Formel 1-løb, som blev kørt den 8. oktober 2023 på Lusail International Circuit i Lusail, Qatar. Det var det syttende løb i Formel 1-sæsonen 2023, og det fjerde løb i sæsonen, som blev kørt med sprint race-formatet.
Resultatet af sprint ræset var nok til, at Max Verstappen hermed kunne sikre sig verdensmesterskabet i sæsonen.

## Ræskvalifkation
| Pos.               | Nr. | Kører             | Konstruktør                  | Del 1    | Del 2    | Del 3     | Grid |
| ------------------ | --- | ----------------- | ---------------------------- | -------- | -------- | --------- | ---- |
| 1                  | 1   | Max Verstappen    | Red Bull Racing-Honda RBPT   | 1,25,007 | 1.24,483 | 1.23,778  | 1    |
| 2                  | 63  | George Russell    | Mercedes                     | 1.25,334 | 1.24,827 | 1.24,219  | 2    |
| 3                  | 44  | Lewis Hamilton    | Mercedes                     | 1.26,076 | 1.24,381 | 1.24,305  | 3    |
| 4                  | 14  | Fernando Alonso   | Aston Martin Aramco-Mercedes | 1.25,223 | 1.25,241 | 1.24,369  | 4    |
| 5                  | 16  | Charles Leclerc   | Ferrari                      | 1.25,452 | 1.25,079 | 1.24,424  | 5    |
| 6                  | 81  | Oscar Piastri     | McLaren-Mercedes             | 1.25,266 | 1.24,724 | 1.24,540  | 6    |
| 7                  | 10  | Pierre Gasly      | Alpine-Renault               | 1.25,566 | 1.24,918 | 1.24,553  | 7    |
| 8                  | 31  | Esteban Ocon      | Alpine-Renault               | 1.25,711 | 1.24,928 | 1.24,763  | 8    |
| 9                  | 77  | Valtteri Bottas   | Alfa Romeo-Ferrari           | 1.26,038 | 1.25,297 | 1.25,058  | 9    |
| 10                 | 4   | Lando Norris      | McLaren-Mercedes             | 1.25,131 | 1.24,685 | Ingen tid | 10   |
| 11                 | 22  | Yuki Tsunoda      | AlphaTauri-Honda RBPT        | 1.26,058 | 1.25,301 | N/A       | 11   |
| 12                 | 55  | Carlos Sainz, Jr. | Ferrari                      | 1.25,808 | 1.25,328 | N/A       | 12   |
| 13                 | 11  | Sergio Pérez      | Red Bull Racing-Honda RBPT   | 1.25,991 | 1.25,462 | N/A       | PL1  |
| 14                 | 23  | Alexander Albon   | Williams-Mercedes            | 1.26,118 | 1.25,707 | N/A       | 13   |
| 15                 | 27  | Nico Hülkenberg   | Haas-Ferrari                 | 1.25,904 | 1.25,783 | N/A       | 14   |
| 16                 | 2   | Logan Sargeant    | Williams-Mercedes            | 1.26,210 | N/A      | N/A       | 15   |
| 17                 | 18  | Lance Stroll      | Aston Martin Aramco-Mercedes | 1.26,345 | N/A      | N/A       | 16   |
| 18                 | 40  | Liam Lawson       | AlphaTauri-Honda RBPT        | 1.26,635 | N/A      | N/A       | 17   |
| 19                 | 20  | Kevin Magnussen   | Haas-Ferrari                 | 1.27,046 | N/A      | N/A       | 18   |
| 20                 | 24  | Zhou Guanyu       | Alfa Romeo-Ferrari           | 1.27,432 | N/A      | N/A       | 19   |
| 107%-tid: 1.30,957 |     |                   |                              |          |          |           |      |
| Kilde:             |     |                   |                              |          |          |           |      |

Noter:
↑1 - Sergio Pérez måtte starte fra pit lanen, efter at have lavet ændringer på sin bil under parc fermé.

## Sprint race-kvalifikation
| Pos.               | Nr. | Kører             | Konstruktør                  | Del 1    | Del 2    | Del 3     | Grid |
| ------------------ | --- | ----------------- | ---------------------------- | -------- | -------- | --------- | ---- |
| 1                  | 81  | Oscar Piastri     | McLaren-Mercedes             | 1.25,979 | 1.25,496 | 1.24,454  | 1    |
| 2                  | 4   | Lando Norris      | McLaren-Mercedes             | 1.25,672 | 1.24,947 | 1.24,536  | 2    |
| 3                  | 1   | Max Verstappen    | Red Bull Racing-Honda RBPT   | 1.25,510 | 1.25,199 | 1.24,646  | 3    |
| 4                  | 63  | George Russell    | Mercedes                     | 1.25,413 | 1.25,027 | 1.24,841  | 4    |
| 5                  | 55  | Carlos Sainz, Jr. | Ferrari                      | 1.25,872 | 1.25,433 | 1.25,155  | 5    |
| 6                  | 16  | Charles Leclerc   | Ferrari                      | 1.26,266 | 1.25,367 | 1.25,247  | 6    |
| 7                  | 27  | Nico Hülkenberg   | Haas-Ferrari                 | 1.26,450 | 1.25,499 | 1.25,320  | 7    |
| 8                  | 11  | Sergio Pérez      | Red Bull Racing-Honda RBPT   | 1.26,123 | 1.25,143 | 1.25,382  | 8    |
| 9                  | 14  | Fernando Alonso   | Aston Martin Aramco-Mercedes | 1.25,936 | 1.25,344 | Ingen tid | 9    |
| 10                 | 31  | Esteban Ocon      | Alpine-Renault               | 1.26,072 | 1.25,510 | Ingen tid | 10   |
| 11                 | 10  | Pierre Gasly      | Alpine-Renault               | 1.25,829 | 1.25,686 | N/A       | 11   |
| 12                 | 44  | Lewis Hamilton    | Mercedes                     | 1.26,424 | 1.25,962 | N/A       | 12   |
| 13                 | 77  | Valtteri Bottas   | Alfa Romeo-Ferrari           | 1.26,449 | 1.26,236 | N/A       | 13   |
| 14                 | 40  | Liam Lawson       | AlphaTauri-Honda RBPT        | 1.26,202 | 1.26,584 | N/A       | 14   |
| 15                 | 24  | Zhou Guanyu       | Alfa Romeo-Ferrari           | 1.26,669 | 1.54,546 | N/A       | 15   |
| 16                 | 18  | Lance Stroll      | Aston Martin Aramco-Mercedes | 1.26,849 | N/A      | N/A       | 16   |
| 17                 | 23  | Alexander Albon   | Williams-Mercedes            | 1.26,862 | N/A      | N/A       | 17   |
| 18                 | 22  | Yuki Tsunoda      | AlphaTauri-Honda RBPT        | 1.26,926 | N/A      | N/A       | 18   |
| 19                 | 20  | Kevin Magnussen   | Haas-Ferrari                 | 1.27,438 | N/A      | N/A       | 19   |
| 107%-tid: 1.31,391 |     |                   |                              |          |          |           |      |
| –                  | 2   | Logan Sargeant    | Williams-Mercedes            | 2.05,741 | N/A      | N/A       | 201  |
| Kilde:             |     |                   |                              |          |          |           |      |

Noter:
↑1 - Logan Sargeant lykkedes ikke at sætte en tid indenfor 107%-tiden, men blev givet lov til at køre af stewardsene.

## Sprint race
| Pos.                                                               | Nr. | Kører             | Konstruktør                  | Omgange | Tid/Udgået | Startpos. | Point |
| ------------------------------------------------------------------ | --- | ----------------- | ---------------------------- | ------- | ---------- | --------- | ----- |
| 1                                                                  | 81  | Oscar Piastri     | McLaren-Mercedes             | 19      | 35.01,297  | 1         | 8     |
| 2                                                                  | 1   | Max Verstappen    | Red Bull Racing-Honda RBPT   | 19      | +1,871     | 3         | 7     |
| 3                                                                  | 4   | Lando Norris      | McLaren-Mercedes             | 19      | +8,497     | 2         | 6     |
| 4                                                                  | 63  | George Russell    | Mercedes                     | 19      | +11,036    | 4         | 5     |
| 5                                                                  | 44  | Lewis Hamilton    | Mercedes                     | 19      | +17,314    | 12        | 4     |
| 6                                                                  | 55  | Carlos Sainz, Jr. | Ferrari                      | 19      | +18,806    | 5         | 3     |
| 7                                                                  | 23  | Alexander Albon   | Williams-Mercedes            | 19      | +19,864    | 17        | 2     |
| 8                                                                  | 14  | Fernando Alonso   | Aston Martin Aramco-Mercedes | 19      | +21,180    | 9         | 1     |
| 9                                                                  | 10  | Pierre Gasly      | Alpine-Renault               | 19      | +21,742    | 11        |       |
| 10                                                                 | 77  | Valtteri Bottas   | Alfa Romeo-Ferrari           | 19      | +22,208    | 13        |       |
| 11                                                                 | 22  | Yuki Tsunoda      | AlphaTauri-RBPT              | 19      | +22,863    | 18        |       |
| 12                                                                 | 16  | Charles Leclerc   | Ferrari                      | 19      | +24,8601   | 6         |       |
| 13                                                                 | 20  | Kevin Magnussen   | Haas-Ferrari                 | 19      | +24,970    | 19        |       |
| 14                                                                 | 24  | Zhou Guanyu       | Alfa Romeo-Ferrari           | 19      | +26,868    | 15        |       |
| 15                                                                 | 18  | Lance Stroll      | Aston Martin Aramco-Mercedes | 19      | +29,5232   | 16        |       |
| Ret                                                                | 27  | Nico Hülkenberg   | Haas-Ferrari                 | 11      | Sammenstød | 7         |       |
| Ret                                                                | 31  | Esteban Ocon      | Alpine-Renault               | 10      | Sammenstød | 10        |       |
| Ret                                                                | 11  | Sergio Pérez      | Red Bull Racing-Honda RBPT   | 10      | Sammenstød | 8         |       |
| Ret                                                                | 2   | Logan Sargeant    | Williams-Mercedes            | 2       | Uheld      | 20        |       |
| Ret                                                                | 40  | Liam Lawson       | AlphaTauri-Honda RBPT        | 0       | Uheld      | 14        |       |
| Hurtigste omgang: Max Verstappen (Red Bull) - 1.25,604 (omgang 17) |     |                   |                              |         |            |           |       |
| Kilde:                                                             |     |                   |                              |         |            |           |       |

Noter:
↑1 - Charles Leclerc blev givet en 5-sekunders straf for at køre af banen. Hans slutposition gik som resultat fra 7. til 12. pladsen.
↑2 - Lance Stroll blev givet en 5-sekunders straf for at køre af banen. Hans slutposition gik som resultat fra 13. til 15. pladsen.

## Resultat
| Pos.                                                               | Nr. | Kører             | Konstruktør                  | Omgange | Tid/Udgået      | Startpos. | Point |
| ------------------------------------------------------------------ | --- | ----------------- | ---------------------------- | ------- | --------------- | --------- | ----- |
| 1                                                                  | 1   | Max Verstappen    | Red Bull Racing-Honda RBPT   | 57      | 1:27.39,168     | 1         | 261   |
| 2                                                                  | 81  | Oscar Piastri     | McLaren-Mercedes             | 57      | +4,833          | 6         | 18    |
| 3                                                                  | 4   | Lando Norris      | McLaren-Mercedes             | 57      | +5,969          | 10        | 15    |
| 4                                                                  | 63  | George Russell    | Mercedes                     | 57      | +34,119         | 2         | 12    |
| 5                                                                  | 16  | Charles Leclerc   | Ferrari                      | 57      | +38,976         | 5         | 10    |
| 6                                                                  | 14  | Fernando Alonso   | Aston Martin Aramco-Mercedes | 57      | +49,032         | 4         | 8     |
| 7                                                                  | 31  | Esteban Ocon      | Alpine-Renault               | 57      | +1.02,390       | 8         | 6     |
| 8                                                                  | 77  | Valtteri Bottas   | Alfa Romeo-Ferrari           | 57      | +1.06,563       | 9         | 4     |
| 9                                                                  | 24  | Zhou Guanyu       | Alfa Romeo-Ferrari           | 57      | +1.16,127       | 19        | 2     |
| 10                                                                 | 11  | Sergio Pérez      | Red Bull Racing-Honda RBPT   | 57      | +1.20,1812      | PL        | 1     |
| 11                                                                 | 18  | Lance Stroll      | Aston Martin Aramco-Mercedes | 57      | +1.21,6523      | 16        |       |
| 12                                                                 | 10  | Pierre Gasly      | Alpine-Renault               | 57      | +1.22,3004      | 7         |       |
| 13                                                                 | 23  | Alexander Albon   | Williams-Mercedes            | 57      | +1.31,0145      | 13        |       |
| 14                                                                 | 20  | Kevin Magnussen   | Haas-Ferrari                 | 56      | +1 omgang       | 18        |       |
| 15                                                                 | 22  | Yuki Tsunoda      | AlphaTauri-RBPT              | 56      | +1 omgang       | 11        |       |
| 16                                                                 | 27  | Nico Hülkenberg   | Haas-Ferrari                 | 56      | +1 omgang       | 14        |       |
| 17                                                                 | 40  | Liam Lawson       | AlphaTauri-Honda RBPT        | 56      | +1 omgang       | 17        |       |
| Ret                                                                | 2   | Logan Sargeant    | Williams-Mercedes            | 40      | Hedeslag        | 15        |       |
| Ret                                                                | 44  | Lewis Hamilton    | Mercedes                     | 0       | Sammenstød      | 3         |       |
| DNS                                                                | 55  | Carlos Sainz, Jr. | Ferrari                      | 0       | Brændstoflækage | –6        |       |
| Hurtigste omgang: Max Verstappen (Red Bull) - 1.24,319 (omgang 56) |     |                   |                              |         |                 |           |       |
| Kilde:                                                             |     |                   |                              |         |                 |           |       |

Noter:
↑1 - Inkluderer point for hurtigste omgang.
↑2 - Sergio Pérez blev givet en 5-sekunders straf for at køre af banen, og hermed få en fordel. Hans slutposition gik dog fra 11. til 10. pladsen, som resultat af Lance Strolls straffer.
↑3 - Lance Stroll blev givet to 5-sekunders straffer for at køre af banen, og hermed få en fordel. Hans slutposition gik som resultat fra 9. til 11. pladsen.
↑4 - Pierre Gasly blev givet to 5-sekunders straffer for at køre af banen, og hermed få en fordel. Hans slutposition gik som resultat fra 10. til 12. pladsen.
↑5 - Alexander Albon blev givet to 5-sekunders straffer for at køre af banen, og hermed få en fordel. Hans slutposition forblev uændret af straffen.
↑6 - Carlos Sainz Jr. startede ikke ræset på grund af en brændstoflækage i hans bil.

## Stilling i mesterskaberne efter løbet
| Pos. | Kører            | Point |
| ---- | ---------------- | ----- |
| 1    | Max Verstappen   | 433   |
| 2    | Sergio Pérez     | 224   |
| 3    | Lewis Hamilton   | 194   |
| 4    | Fernando Alonso  | 183   |
| 5    | Carlos Sainz Jr. | 154   |

| Pos. | Konstruktør           | Point |
| ---- | --------------------- | ----- |
| 1    | Red Bull-Honda RBPT   | 657   |
| 2    | Mercedes              | 326   |
| 3    | Ferrari               | 298   |
| 4    | Aston Martin-Mercedes | 230   |
| 5    | McLaren-Mercedes      | 219   |